# Pía Sanz
Pía Sanz (Caleta Olivia, Argentina; 22 de junio de 1986) es una actriz, bailarina y modelo argentina radicada en México. Conocida por sus participaciones en telenovelas y programas de ese país en especial de Televisa.

## Trayectoria artística
Se graduó del CEA de Televisa en 2015. Sus primeras apariciones en TV fueron en Como dice el dicho, La rosa de Guadalupe y el programa de entretenimiento de Telehit.
Entre 2016 y 2017 es parte del grupo de bailarinas del programa El coque Va al lado del cantante y actor Jorge Muñiz.
En 2017 hace sus primeras participaciones en telenovelas como La doble vida de Estela Carrillo interpretando a Lindsay y a finales de ese mismo año en El vuelo de la Victoria por su personaje de la discapacitada Luz Clarita.
Al año siguiente participó en un capítulo de Por amar sin ley como Giselle y también en la novela juvenil de Like la leyenda como Rosario.
Su más reciente papel fue en Vencer el desamor como Estefanía, una producción de Rosy Ocampo.

## Filmografía

### Telenovelas
- Eternamente amándonos (2023) como Patricia[6]
- Vencer el desamor (2020) como Estefanía
- Like (2018-2019) como Rosario de Meyer
- Por amar sin ley (2018) como Giselle Salas[7]
- El vuelo de la Victoria (2017) como Luz Clarita
- La doble vida de Estela Carrillo (2017) como Lindsay

### Series y programas de televisión
- Las estrellas bailan en Hoy (2021) como Concursante[8]
- Sin miedo a la verdad (2018) como Carolina
- Hoy voy a cambiar (2017) como Rosario Ruiz[9]
- El coque va (2016) como ella misma de bailarina
- Como dice el dicho (2016) como Mariana
- La rosa de Guadalupe (2015) como Martha[10]